# Marc Hornschuh

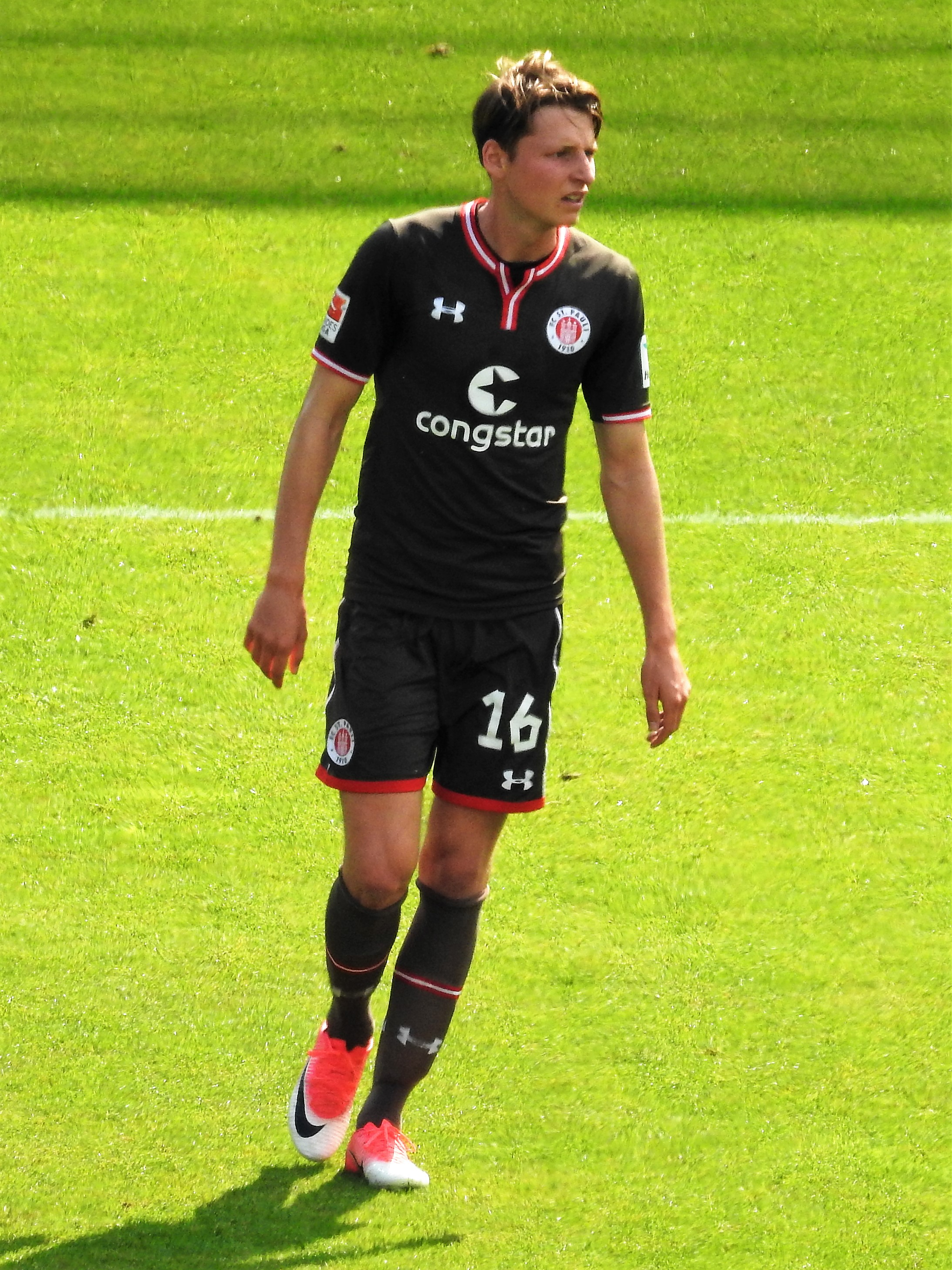
Marc Hornschuh en un partido con el FC St. Pauli

Marc Hornschuh (Dortmund, Alemania, 2 de marzo de 1991) es un futbolista alemán que juega como defensa en las filas del F. C. Zürich de la Superliga de Suiza.
El 23 de marzo de 2015, el capitán del Borussia Dortmund II, Hornschuh, acordó unirse al FSV Frankfurt de la segunda división en una transferencia gratuita al final de la temporada, después de 15 años con el Borussia Dortmund, y firmó un contrato de dos años hasta el 30 de junio de 2017.
El 31 de agosto de 2015, Hornschuh firmó un contrato de un año con el FC St. Pauli. En marzo de 2016 optó por extender su contrato hasta 2020. En su tiempo con el club, le tocó luchar contra una serie de lesiones.